# Te Deum (Dvořák)
Das Te Deum op. 103 (B 176) komponierte der böhmische Komponist Antonín Dvořák im Jahr 1892 in New York anlässlich der 400-Jahr-Feier von Christoph Kolumbus’ Entdeckung Amerikas. Der Kompositionsauftrag stand dabei im Zusammenhang mit der Einladung, für zwei Jahre die Leitung des National Conservatory of Music zu übernehmen.

## Werkgeschichte und Rezeption
Das Te Deum war ein Auftragswerk von Jeanette Thurber, der Direktorin des National Conservatory in New York City. Da sich in der Kürze der Zeit kein passender Text finden ließ, schlug sie Dvořák vor, das Te Deum oder das Jubilate Deo zu vertonen. Die Skizze des Werks stand in kaum einer Woche, in einem Monat hatte Dvořák es vollendet. Die Partitur versah er am 28. Juli 1892 mit der Widmung „komponiert zu Ehren des Gedenkens an Kolumbus“. 
1892 wurde das Werk in der Carnegie Hall in New York der Weltöffentlichkeit präsentiert. Die Uraufführung des Te Deum fand mit 250 Chorsängern statt.
Johannes Brahms soll die Wucht des Werks einmal scherzhaft kommentiert haben: „Das Te Deum ist wohl für die Feier der Zerstörung Wiens und Berlins durch die Böhmen gedacht und scheint mir dafür auch recht geeignet.“ Die vier effektvoll kontrastierenden Teile erinnern an Giuseppe Verdi und Anton Bruckner. Dass es sich mehr um ein Konzertwerk als eine liturgische Komposition handelt, zeigt sich am gleichsam architektonischen Aufbau, dessen vier Teile das Sinfonie-Schema erkennen lassen.

## Aufbau
1. Satz: Allegro moderato, maestoso (Chor); Un poco meno mosso (Sopran und Chor)
2. Satz: Lento maestoso (Bass); Un poco più mosso (Chor)
3. Satz: Vivace (Chor)
4. Satz: Lento (Sopran/Chor; Sopran/Bass); Poco più mosso (Chor)